# تلمسان
۳۴°۵۲′ شمالی ۱°۱۹′ شرقی / ۳۴٫۸۶۷°شمالی ۱٫۳۱۷°شرقی
تِلِمْسان (یا تْلَمْسانْ در برخی گویش‌ها) شهری در شمال‌غربی الجزائر و مرکز استان است. در میان‌های سده ۱۳ تا ۱۵ میلادی شکوفا شد و پایتخت پادشاهی‌های محلی مانند زَیّانی‌ها بود. مسجدهای بزرگ و صنایع دستی‌اش مشهوری دارد و صادراتش در این زمینه است.